# جون ولز جيمس
جون ولز جيمس (بالإنجليزية: John Wells James)‏ هو رسام وفنان أمريكي، ولد في 1873 في بروكلين في الولايات المتحدة، وتوفي في 1951 في غراس في فرنسا.

## وصلات خارجية
- الموقع الرسمي